# Большой ананас
Большой ананас (англ. Big Pineapple) — туристическая достопримечательность, расположенная у городка Вумбай в районе Саншайн-Кост, штат Квинсленд, Австралия.

## Описание
Парк развлечений, центром которого является конструкция в виде ананаса, расположен в полутора километрах к юго-востоку от городка Вумбай на площади в 165 гектаров. Он был открыт 15 августа 1971 года супругами Биллом и Лин Тейлорами. На территории расположены маленький зоопарк (динго, олени, коалы, кенгуру, совы), маленькая ферма с домашними животными (альпака, ослы, свиньи, куры, утки), плантации ананасов и макадамии, крупный продуктовый магазин, торгующий в основном свежими овощами, фруктами и мясом, ресторан, кафе, музей минералов и, естественно, сам Большой ананас. Высота Большого ананаса, сделанного из стеклопластика, составляет 16 метров, внутри он разделён на два этажа.
По территории курсируют маленький поезд и «орехомобиль» с вагончиками.

## История
- 1971 год — супруги Билл и Лин Тейлоры из США бросают свою офисную работу и покупают небольшую ананасовую ферму площадью 23 гектара. Вскоре на обочине дороги появляется огромный ананас, около которого стали останавливаться проезжающие.
- 1972 — Большой ананас получает награду от Австралийской национальной туристической ассоциации за развитие туризма Квинсленда.
- 1978, 11 сентября, 3 часа ночи — загорелись магазин и ресторан на территории парка, как позднее выяснилось, в результате попытки взлома.
  - 19 декабря — отремонтированный комплекс открыт лично генерал-губернатором Австралии Зелманом Коуэном.
- 1980 — число туристов превысило один миллион в год.
- 1981 — Большой ананас выкуплен Lanray Industries, Тейлоры уезжают на Гавайи, где вскоре создают аналогичный парк развлечений.
- 1984 — к парку присоединён участок близлежащего дождевого леса, открылась выставка минералов Queensland’s Hidden Treasures и ресторан Troppo’s.
- 1985 — новым владельцем Большого ананаса стал Queensland Press Limited.
- 1986 — парк расширен до 113 гектаров.
- 1988 — открыта теплица Tomorrow’s Harvest, в которой демонстрируются новейшие садоводческие технологии.
- 1989 — открыта плантация макадамии.
- 1990 — недалеко от парка открываются новые автодороги: шоссе Брюса[англ.] и Sunshine Motorway.
- 1991, декабрь — небольшой торнадо разрушает Tomorrow’s Harvest, на восстановление уходит семь недель.
- 1992 — открыта «Галерея искусств и ремёсел».
- 1996, апрель — открыт «Сад дикой природы», в котором представлены коалы, динго и другие обитатели Австралии.
  - июль — новым владельцем Большого ананаса стал Roughend Pineapple.
- 2003—2009 — Большой ананас балансирует на грани закрытия в связи с задолженностью кредиторам более полумиллиона долларов[4].
- 2010 — парк продан местной известной семье Боуден, сумма сделки не разглашается, а сам парк сразу же закрывается[4].
- 2010, октябрь — 2011, сентябрь — парк закрыт на реконструкцию[5].